# آدریان جوریچ
آدریان جوریچ (انگلیسی: Adrian Jevrić؛ زادهٔ ۷ ژوئیهٔ ۱۹۸۶) بازیکن فوتبال اهل آلمان است.
از باشگاه‌هایی که در آن بازی کرده‌است می‌توان به باشگاه فوتبال پادربورن اشاره کرد.